# Gary Pine
Gary Pine, född i Norwich i Port Antonia i Jamaica, är en jamaicansk reggaesångare. Sedan år 1997 är han ledsångare i Bob Marleys legendariska band The Wailers. Tidigare var han sånagre i bandet City Heat. 
År 2005 fick han sitt stora genombrott som soloartist då han stod för sången i Bob Sinclars låt "Love Generation". Låten blev en hit i Sverige under våren 2006.

## Diskografi

### Album
- New Day Ryzin’

## Singlar
- 2006: Love Generation (med Bob Sinclar)
- 2007: Sound of Freedom (med Bob Sinclar, Cutee B och Dollarman)